# Lance Deal
Lance Earl Deal (Riverton, Wyoming, 21 de agosto de 1961) é um antigo atleta norte-americano que obteve a medalha de prata na final do lançamento do martelo dos Jogos Olímpicos de 1996 em Atlanta. Também esteve presente nas edições de 1988 (17º lugar), 1992 (7º), e 2000 (16º) dos Jogos Olímpicos.
Esteve também presente em quatro edições dos Campeonatos Mundiais, mas sempre com resultados modestos: 13º nos Campeonatos de Tóquio em 1991, 9º nos Campeonatos de Estugarda em 1993, 5º nos Campeonatos de Gotemburgo em 1995 e 13º nos Campeonatos de Sevilha em 1999.
Deal é treinador de lançamentos (de peso, disco, martelo, e dardo) na Universidade de Oregon. É casado e tem uma filha.
O seu recorde pessoal, que é também recorde norte-americano, é de 82.52 m e foi obtido em Milão, no dia 7 de setembro de 1996.